# Бети Махмуди
Бети Махмуди (енгл. Betty Mahmoody; девојачки Ловер; Алма, Мичиген, 9. јун 1945) америчка је списатељица и говорница, коју је супруг Сајед Бозорг Махмуди 1980-их држао као таоца у свом родном Ирану 18 месеци, заједно с њиховом малолетном ћерком Махтоб. Своје искуство описала је у књизи Не без моје ћерке (1987), која је продата у 12 милиона примерака и по којој је 1991. снимљен истоимени филм. Председница је и суоснивачица организације One World: For Children која промовише разумевање међу културама и настоји да понуди сигурност и заштиту деци из бикултуралних бракова.

## Брак и боравак у Ирану
Бети је 1974. године упознала доктора Саједа Бозорга „Мудија” Махмудија, Иранца који је годинама живео и школовао се у САД. Забављали су се три године и венчали су се у Хјустону 1977. године. Живели су у Тексасу. Њихова ћерка Махтоб (што значи „месечина” на персијском) рођена је 4. септембра 1979. године. Породица се потом преселила у Алпину у Мичигену.
Уз помоћ свог рођака, Муди је успео да убеди Бети да заједно са тада четворогодишњом Махтоб оду у двонедељну посету његовој породици у Ирану. Стигли су у Техеран 4. августа 1984. године. Међутим, након две недеље, Муди им није дозволио да се врате у САД и држао их је против њихове воље у Ирану. Када се успротивила, Муди је ударио Бети. Био је то први пут да је Махтоб видела да њен отац удара њену мајку. Бети је била заробљена у нацији углавном непријатељски настројеној према Американцима, са породицом која је такође била непријатељски настројена према њој и мужем који ју је злостављао. Према књизи, муж ју је недељама одвајао од ћерке. Такође ју је напао и претио да ће је убити ако покуша да оде.
Након 18 месеци, Бети успела да побегне са ћерком, прешавши преко завејаних планина Загрос у Турску уз помоћ иранских кријумчара. Вратиле су се у Америку 7. фебруара 1986. године. Убрзо по повратку, Бети је поднела захтев за развод брака. Развод је финализован након пет година.
Године 1987. објављена је Бетина књига Не без моје ћерке, коју је написала заједно са Вилијамом Хофером. Књига представља сведочење о њеном искуству из Ирана у периоду 1984–1986. Иако је критикована због приказа иранских муслимана и њихове културе, књига је постала бестселер, продавши 12 милиона примерака у првих пет година. Номинована је за Пулицерову награду.  По књизи је снимљен истоимени филм из 1991. у којем је Сали Филд глумила Бети.

## Друге књиге
Бети Махмуди је, заједно са Арнолдом Д. Данчоком, у књизи За љубав детета (1992) саставила приче других родитеља које су супружници-странци удаљили од деце.

## Лични живот
Махмуди је побожна чланица Евангелистичко-лутеранског синода Висконсина, као и њена ћерка Махтоб. Године 1992. примљена је у почасно друштво Омикрон Делта Капа, од стране Ферис Стејт универзитета, који јој је дао почасну диплому.
Има два сина из претходног брака, Џозефа и Џона, који су 13, односно 9 година старији од Махтоб.